# Козій Омелян
Омелян Козій — український дипломат. Повірений у справах Української Держави в Німеччині (1918). Перший секретар Посольства Української Держави в Берліні.

## Біографія
З 01 лютого 1918 по 17 травня 1918 року — секретар Посольства УНР в Берліні.
З 17 травня 1918 по 1 липня 1918 року — повірений у справах Української Держави в Берліні.
З 1 липня 1918 по 1 лютого 1920 року — Перший секретар Посольства УД та УНР в Берліні.
1 лютого 1920 року переведений секретарем до Дипломатичної місії УНР в Стокгольмі.
1 серпня 1920 року переведений до Дипломатичної місії УНР в Лондоні.